# مسیح در خانه مرثا و مریم (فرمیر)
مسیح در خانهٔ مرثا و مریم (به هلندی: Christus in het huis van Martha en Maria) یک نقاشی رنگ روغن است که در سال ۱۶۵۵ توسط یوهانس فرمیر، نقاش عصر طلایی هلند، تکمیل شد. این نقاشی اکنون در نگارخانهٔ ملی اسکاتلند در ادینبرو نگهداری می‌شود. این اثر، بزرگ‌ترین نقاشی فرمیر و یکی از معدود نقاشی‌های اوست که به‌طور آشکار موضوع مذهبی دارد. این نقاشی بر اساس داستان بازدید عیسی از خانهٔ مریم و مرثا، که در عهد جدید آمده، کشیده شده است. این اثر با نام مسیح در خانهٔ مریم و مرثا (با تغییر ترتیب نام دو خواهر) نیز شناخته می‌شود.

## مواد نقاشی
تحلیل رنگدانه‌های این نقاشی، نشان می‌دهد که در آن از رنگدانه‌های دوران باروک مانند جوهر روناس، اخرایی، شنگرفی و سفید سربی استفاده شده است. فرمیر روپوش مسیح را با رنگ آبی که معمولاً از آن استفاده می‌کرده، یعنی اطلسی (مانند آنچه در نقاشی زن شیردوش دیده می‌شود)، رنگ‌آمیزی نکرده است؛ بلکه از مخلوطی از رنگ شیشه کبالتی، نیلی سیر و سفید سربی استفاده کرده است.

## برای مطالعهٔ بیشتر
- Buijsen, Edwin, ed. (2010). The Young Vermeer. Zwolle: Waanders Publishers. ISBN 978-90-400-7680-0.